# ليلة (مسلسل)
ليلة هو مسلسل مصري من بطولة كل من الممثلة رانيا يوسف والممثل مكسيم خليل، تمت كتابة سيناريو الفيلم من طرف هاني كمال، في حين تكلف محمد بكير بإخراجه، رفقة مخرج منفذ آخر وهو كمال منصور.

## قصة المسلسل
تدور أحداث المسلسل في إطار رومانسي اجتماعي حول علاقات الرجل بالمرأة والحالة العاطفية التي يعيشها كل منهما في حالة الارتباط.

## طاقم التمثيل
| - رانيا يوسف - مكسيم خليل - أحمد سلامة - محمود البزاوي - هيدي كرم - أمل رزق - رمزي لينر - حمزة العيلي - سهر الصايغ - يحيى أحمد | - أحمد صيام - إبتهال الصريطي - هبة علي - نور قدري - محمد عز - بسنت هشام: ملك - حنان يوسف - ماجدة منير - ياسر علي ماهر - نادر فؤاد | - لبنى ونس - كمال منصور - رشا أمين - إنجي أباظة - بطرس غالي - نيرة عارف - منصور أمين - عيد أبو الحمد - عبدالسلام الدهشان - صلاح الحسيني | - سامية عاطف - نور الكاديكي - مروة الأزلي - نور صلاح: طفلة - ياسين عمرو: طفل - محمد القباج: طفل - تميم: طفل - ميرنا جميل - محمود الليثي |

بالاشتراك مع: - عماد عزمي - خالد حسن - محمد عبد الله - شريف ليلة - بلال مجدي - معتز حسين - هند حسام - علي جمال الدين + عزت سامح - إبراهيم ظريف - آسر على - ممدوح سالم - حسن نوح - آية إبراهيم - محمد بكير - محمد الأتوني: ثروت(المخرج) - لؤي عبد السلام - محمد علي السيد(ع) - أحمد نصرالدين - علاء الموازيني - إسلام الشريف - محمد دياب - ايمان سالم - بريهان باهر - محمد سرحان - عمرو غريب - أحمد عوض - سارة نجيب - هاني قنديل: غريب - مصطفى الريدي - محمد صبحي درويش - تامر العربي - محمد بحري - أيمن صلاح - محمد جاميكا - سارة سامي - شريف طلعت - نادر الجريتلي - ليلى محمد - جمال فرج - فريد مراد - هيثم هاشم - ألفريد كمال - منى رجب - انتصار حسن - هاني إبراهيم - ناصر عيد - محمد قشطة - شريف رواش - عبد المنعم المرصفي - خالد فضل - خالد جمال الدين - أحمد طنجي - شيماء الديب - محمود شعبان - محمد شعبان - محمد قاسم - يوسف عبيد - شهد شوقي - محمود بشير - أسامة طراف - طارق راتب - أشرف الديب - ريم غانم - محمد الشرقاوي - ياسر الأسيوطي - محمد أبوالدهب - أسامة غالي - سامح عزت - هبة أبو سريع: شاهيناز